# Quintana (Madrid)

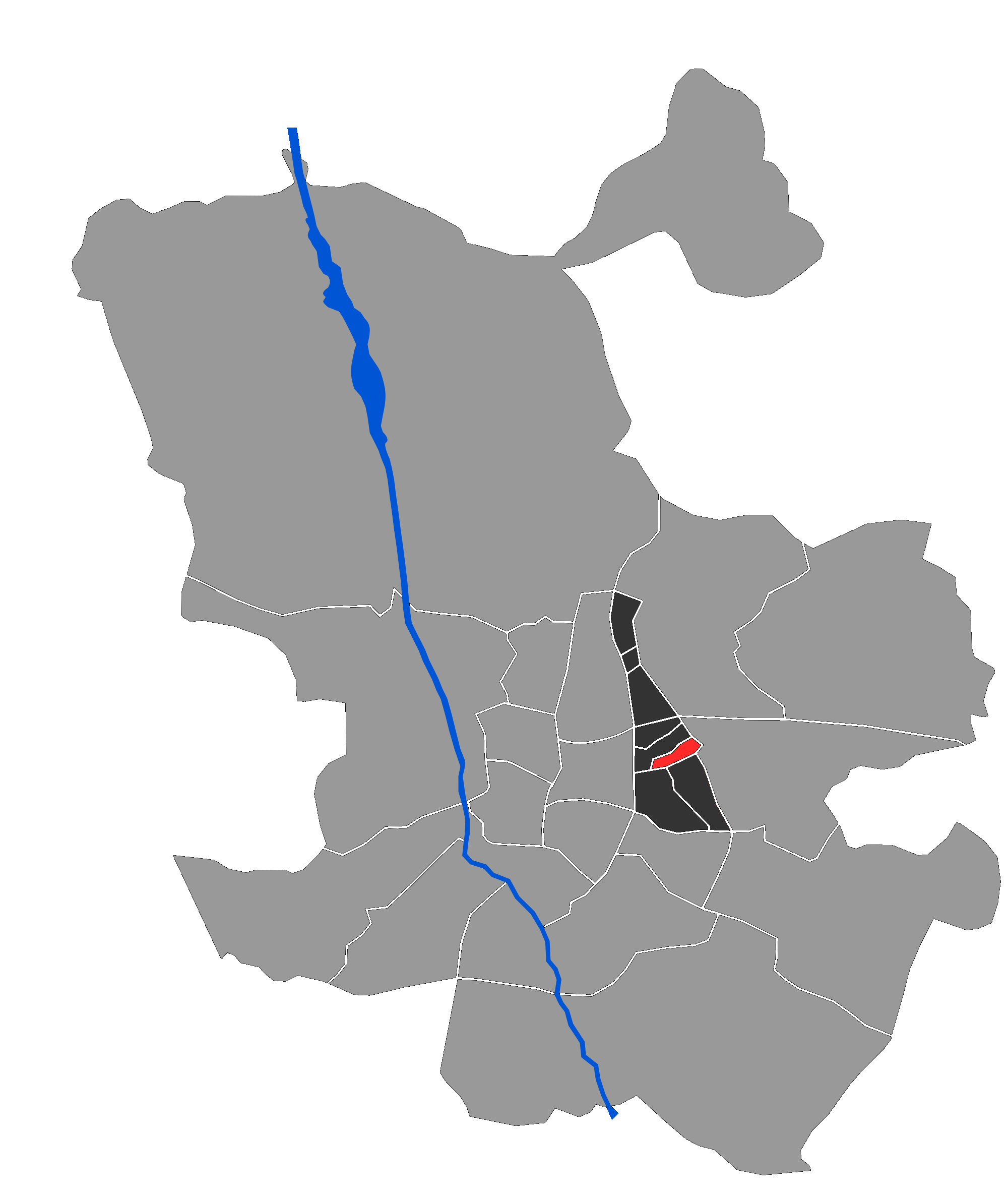
Situación del barrio de Quintana en el distrito de Ciudad Lineal.

Quintana (Madrid) es un barrio al este de la ciudad de Madrid. Se encuentra dentro del distrito número 15, Ciudad Lineal. Sus calles principales son la calle de Alcalá y la calle José del Hierro. Entre los lugares más importantes del barrio se encuentra la plaza de Quintana, situada en la esquina de Alcalá con la calle Virgen del Sagrario que lo une con el barrio de la Concepción.
Se extiende, de norte a sur, desde la calle José del Hierro hasta la calle de Alcalá; y de este a oeste, desde la calle del General Aranaz hasta la calle Florencio Llorente.
Tiene una superficie de 72,31 hectáreas y una población de 25 989 habitantes (2009).
Desde comienzos del siglo XXI ha absorbido de forma progresiva inmigrantes de diversas naciones hispanoamericanos y en menor medida, del Este de Europa.

## Demografía

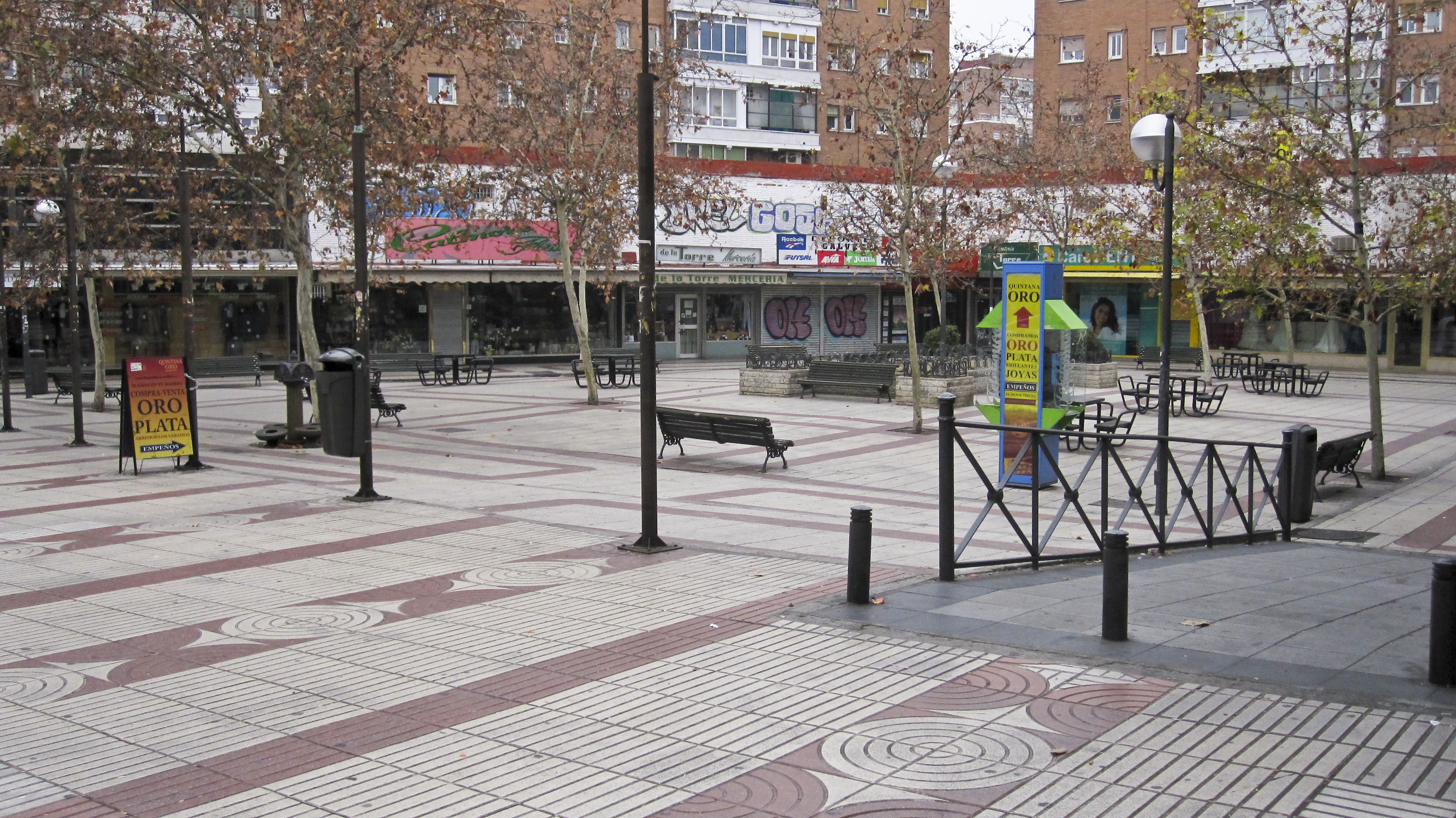
Plaza de Quintana, corazón del barrio.

### Tasa de dependencia
La tasa de dependencia (la relación entre la población dependiente y la población productiva del barrio) se obtiene mediante la suma de población de 0 a 14 años (2.709) y la de mayores de 65 (5.677) que arroja una cifra de 8.386. La población entre 14 y 65 años es de 15.879. La tasa de dependencia se sitúa en un 34,5%. 
| Gráfica de evolución demográfica de Quintana entre 1993 y 2015     |
|                                                                    |
| Fuente Ayuntamiento de Madrid/ - Elaboración gráfica por Wikipedia |

## Transportes

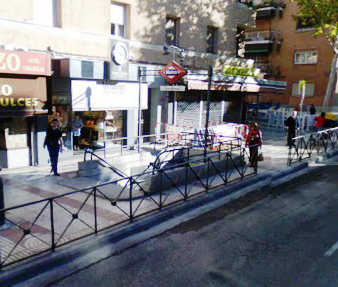
Metro de Quintana en la calle Alcalá.

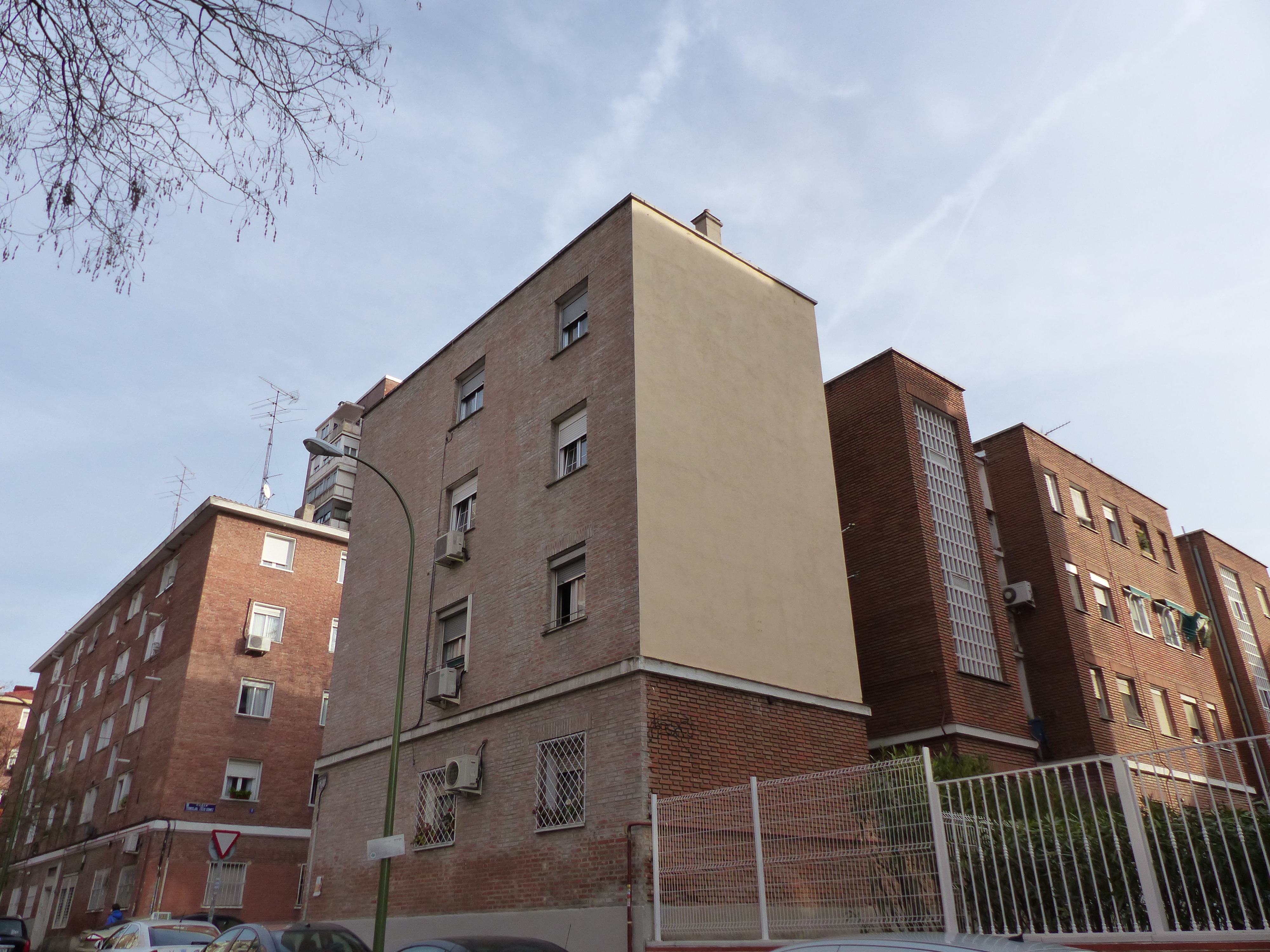
Arquitectura de mediados de los años 50, con mampostería de ladrillo macizo

### Autobuses
El barrio se encuentra bien conectado con Hortaleza y las zonas centro y sureste de Madrid.
- El 21 conecta el barrio con Pintor Rosales y con El Salvador.
- El 38 conecta el barrio con Las Rosas y con la estación de Manuel Becerra, en la plaza del mismo nombre.
- El 48 conecta el barrio con Manuel Becerra y con Canillejas.
- El 109 conecta el barrio con Ciudad Lineal y con Castillo Uclés.
- El 113 conecta el barrio con Estación de Méndez Álvaro y con Ciudad Lineal.
- El 146 conecta el barrio con Callao y con Los Molinos.
- Para los trayectos nocturnos está el autobús N5.

### Metro
Por el barrio de Quintana pasan las líneas 5 y 7 del Metro de Madrid, teniendo las estaciones de Quintana, Pueblo Nuevo y Ciudad Lineal.

## Lugares de interés

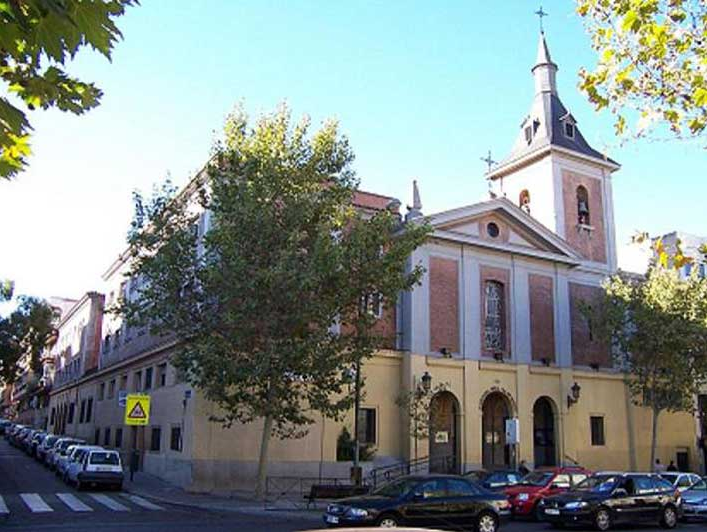
Parroquia de Nuestra Señora del Rosario de Fátima.

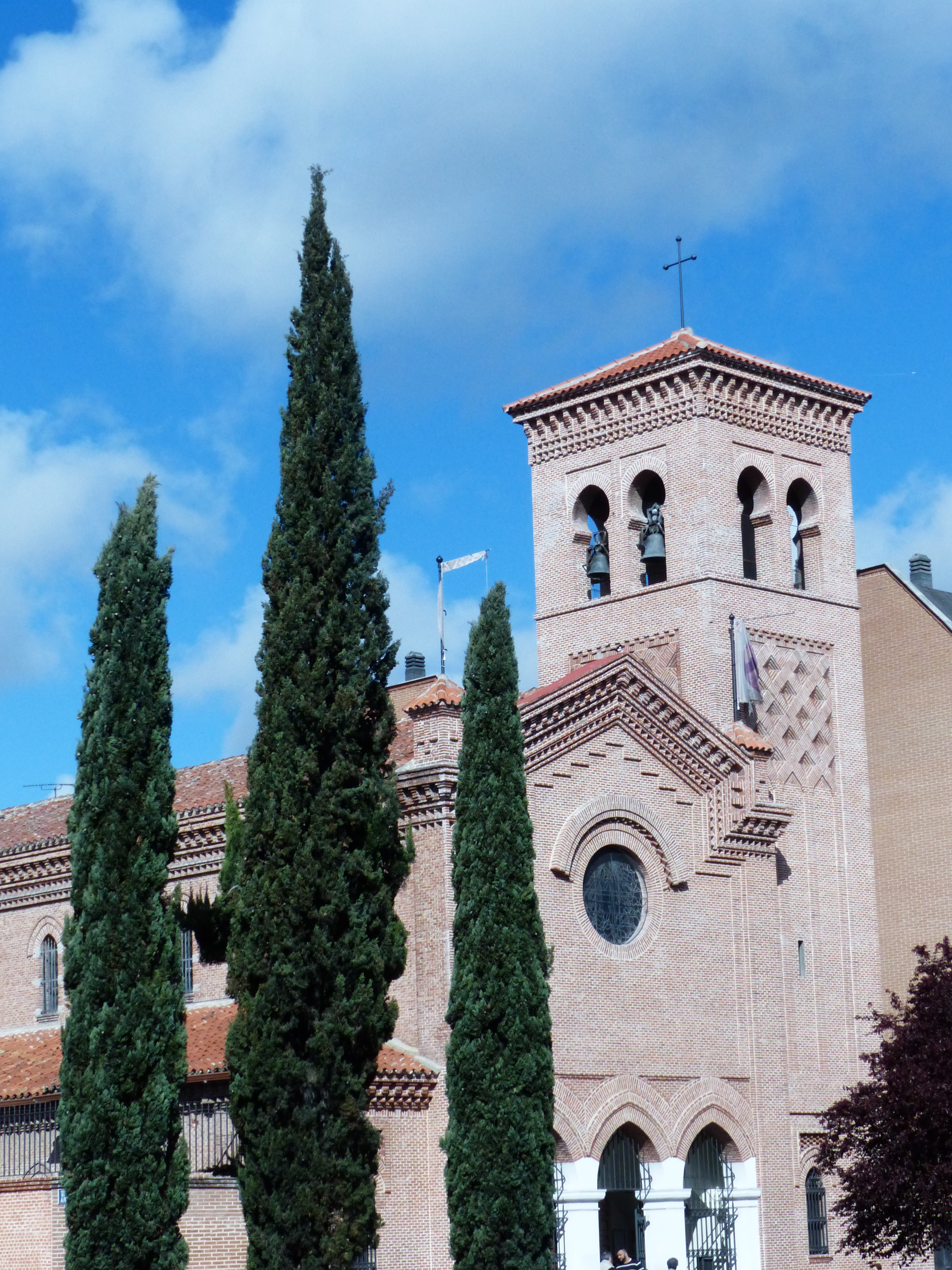
Parroquia Nuestra Señora de la Concepción

En el inicio de la calle de los Misterios, lindando con la calle Arturo Soria, se encuentra la Parroquia de Nuestra Señora de la Concepción de exterior pretendidamente mudéjar y con un altar de cierto valor.
En el número 292 de la calle de Alcalá encontramos la Parroquia de Nuestra Señora del Rosario de Fátima, presidido por la imagen coronada de Nuestra Señora del Rosario de Fátima. Tiene anexo el colegio Nuestra Señora de Fátima.
Hay otros colegios dentro del barrio como el Elfo y el colegio bilingüe Obispo Perelló, ambos concertados.
En la plaza de Quintana, frente al  Centro de Formación Profesional TEIDE, se encuentra el Bar Docamar, famoso por sus patatas bravas desde 1963, con varios premios y menciones en programas de televisión y de críticos gastronómicos como José Carlos Capel.
El límite noroccidental del barrio lo ocupa el parque de Calero que le separa de la Concepción

## Eventos de interés

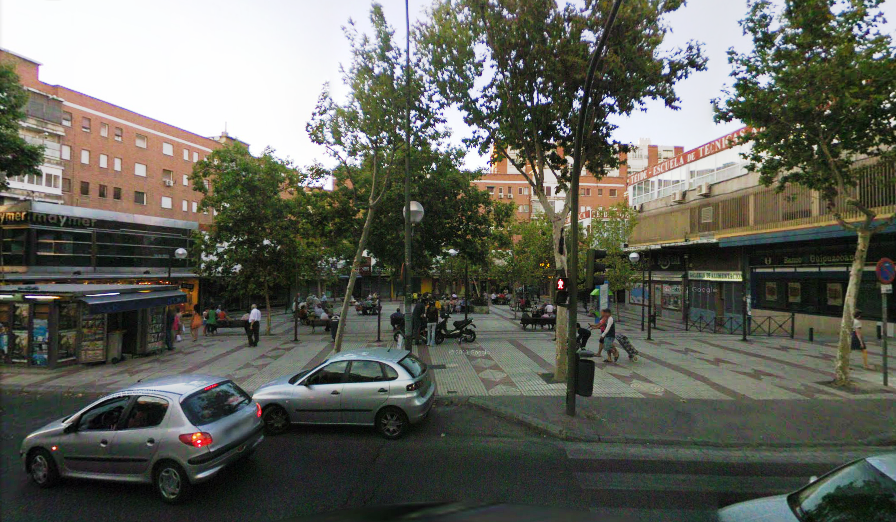
Plaza de Quintana, un lugar de cita para el trueque en la mañana dominical.

En la plaza de Quintana, los domingos por la mañana se reúne, desde hace al menos medio siglo, un "mercado" de intercambio de cromos.

## Equipamiento

### Comercio
- Mercado de las Ventas, Virgen de la Alegría, 10, 28027

### Centros religiosos

#### Católicos
- Parroquia Nuestra Señora de la Concepción, calle de los Misterios, 2, 28027
- Parroquia Virgen del Coro, Virgen de la Alegría, 12,28027

#### Evangélicos
- Movimiento Misionero Mundial en Madrid, Sámbara, 167, 28027

### Correos
- Calle de Virgen De Lluc, 63, 2804
- Alcalde López Casero, 3,28027

### Centros educativos públicos
- Colegio Conde de Romanones, Elfo, 143, 28027

### Centros educativos concertados
- Colegio Obispo Perelló, Virgen del Sagrario, 22, 28027
- Colegio Cultural Elfo Nuestra Señora de Fátima, Elfo, 74, 28027
- Colegio Buenafuente de Educación Especial SL, Protasio Gómez, 5, 28027
- Centro de Formación Profesional TEIDE IV, Alcalá 337 y 339, 28027

### Zonas verdes
- Parque Calero, José del Hierro, 1, 28027